# 孫化龍
孫化龍（1542年—？），字時際，號鹿陽，直隸真定府獲鹿縣人，民籍，明朝政治人物。

## 生平
隆慶元年（1567年）丁卯科順天府鄉試第一百十三名舉人。隆慶二年（1568年）中式戊辰科會試第三百二十九名，三甲第一百七十三名進士。三年任太原府推官，萬曆元年官岳州府推官，歷廬州府同知。萬曆八年（1580年）陞山西太原府知府。萬曆十一年（1583年）陞大同兵備副使。十八年官至山西按察使、整飭宣大左衛懷隆道兵備，食從二品服俸。

## 家族
曾祖孫璨，浙江绍兴府照磨；祖父孫謙，晉王府典膳；父孫光祖（1505年-1569年），字绍先，號鳳岡，山西潞安府儒學教授。母趙氏。具庆下。兄應龍（乙卯武舉）、從龍（武生）、攀龍（庠生）。弟元龍。